# Alexandra Tavernier
Alexandra Tavernier (ur. 13 grudnia 1993 w Annecy) – francuska lekkoatletka specjalizująca się w rzucie młotem.
W 2010 zajęła odległe miejsce w eliminacjach europejskich i nie awansowała do igrzysk olimpijskich młodzieży. Szósta zawodniczka mistrzostw Europy juniorów w Tallinnie (2011). Mistrzyni świata juniorek z 2012. W kolejnym sezonie nie awansowała do finału młodzieżowych mistrzostw Europy oraz zdobyła brąz igrzysk frankofońskich. W 2014 zajęła 6. miejsce na mistrzostwach Europy w Zurychu. W 2015 roku zdobyła złoto mistrzostw Europy do lat 23 oraz sięgnęła po brązowy medal na mistrzostwach świata w Pekinie. Nie zaliczyła żadnej próby podczas mistrzostw Europy rozgrywanych w Amsterdamie (2016). W tym samym roku zajęła 11. miejsce na igrzyskach olimpijskich w Rio de Janeiro.
Reprezentantka Francji w meczach międzypaństwowych oraz pucharze Europy w rzutach.
Rekord życiowy: 75,38 (21 lutego 2021, Salon-de-Provence) rekord Francji.

## Osiągnięcia
| Rok  | Impreza                                               | Miejsce               | Pozycja           | Wynik |
| ---- | ----------------------------------------------------- | --------------------- | ----------------- | ----- |
| 2010 | Kwalifikacje Europy do igrzysk olimpijskich młodzieży | Moskwa                | 12. miejsce       | 44,95 |
| 2011 | Mistrzostwa Europy juniorów                           | Tallinn               | 6. miejsce        | 60,66 |
| 2012 | Zimowy puchar Europy w rzutach                        | Bar                   | 5. miejsce U23    | 65,81 |
| 2012 | Mistrzostwa świata juniorów                           | Barcelona             | 1. miejsce        | 70,62 |
| 2013 | Zimowy puchar Europy w rzutach                        | Castellón de la Plana | 1. miejsce U23    | 66,20 |
| 2013 | Młodzieżowe mistrzostwa Europy                        | Tampere               | el –              | NM    |
| 2013 | Igrzyska frankofońskie                                | Nicea                 | 3. miejsce        | 69,95 |
| 2014 | Mistrzostwa Europy                                    | Zurych                | 6. miejsce        | 70,32 |
| 2015 | Zimowy puchar Europy w rzutach                        | Leiria                | 3. miejsce        | 70,45 |
| 2015 | Superliga drużynowych mistrzostw Europy               | Czeboksary            | 3. miejsce        | 74,05 |
| 2015 | Młodzieżowe mistrzostwa Europy                        | Tallinn               | 1. miejsce        | 72,50 |
| 2015 | Mistrzostwa świata                                    | Pekin                 | 3. miejsce        | 74,02 |
| 2016 | Puchar Europy w rzutach                               | Arad                  | 2. miejsce        | 70,79 |
| 2016 | Mistrzostwa Europy                                    | Amsterdam             | el. –             | NM    |
| 2016 | Igrzyska olimpijskie                                  | Rio de Janeiro        | 11. miejsce       | 65,18 |
| 2017 | Puchar Europy w rzutach                               | Las Palmas            | 1. miejsce        | 71,71 |
| 2017 | Superliga drużynowych mistrzostw Europy               | Lille                 | 4. miejsce        | 69,40 |
| 2017 | Mistrzostwa świata                                    | Londyn                | 12. miejsce       | 66,31 |
| 2017 | Uniwersjada                                           | Tajpej                | 5. miejsce        | 70,20 |
| 2018 | Puchar Europy w rzutach                               | Leiria                | 2. miejsce        | 71,20 |
| 2018 | Igrzyska śródziemnomorskie                            | Tarragona             | 1. miejsce        | 73,67 |
| 2018 | Mistrzostwa Europy                                    | Berlin                | 2. miejsce        | 74,78 |
| 2018 | Puchar interkontynentalny                             | Ostrawa               | 5. miejsce        | 70,40 |
| 2019 | Puchar Europy w rzutach                               | Šamorín               | 5. miejsce        | 71,83 |
| 2019 | Superliga drużynowych mistrzostw Europy               | Bydgoszcz             | 1. miejsce        | 72,81 |
| 2019 | Mistrzostwa świata                                    | Doha                  | 6. miejsce        | 73,33 |
| 2021 | Puchar Europy w rzutach                               | Split                 | 3. miejsce        | 70,55 |
| 2021 | Superliga drużynowych mistrzostw Europy               | Chorzów               | 1. miejsce        | 75,06 |
| 2021 | Igrzyska olimpijskie                                  | Tokio                 | 4. miejsce        | 74,41 |
| 2022 | Puchar Europy w rzutach                               | Leiria                | 1. miejsce        | 70,13 |
| 2022 | Mistrzostwa Europy                                    | Monachium             | 12. miejsce       | 66,60 |
| 2023 | Puchar Europy w rzutach                               | Leiria                | 7. miejsce        | 68,10 |
| 2023 | Mistrzostwa świata                                    | Budapeszt             | el. – 17. miejsce | 70,19 |
| 2024 | Puchar Europy w rzutach                               | Leiria                | 11. miejsce       | 65,60 |
| 2024 | Mistrzostwa Europy                                    | Rzym                  | el. – 18. miejsce | 67,11 |
| 2024 | Igrzyska olimpijskie                                  | Paryż                 | el. –             | NM    |
| 2025 | Puchar Europy w rzutach                               | Nikozja               | 18. miejsce       | 65,51 |